# Научна конференция
Научна конференция или академична конференция (също: симпозиум, уъркшоп) е събитие за учени-изследователи да представят и дискутират своите разработки. Наред с научните списания и платформите за препринти (като arXiv), конференциите предоставят още един важен канал за оповестяване на нови научни резултати и обмен на информация между учените.
Научните конференции обикновено се състоят от множество презентации - устни представяния на предварително подготвени доклади. Представянията обикновено са кратки и стегнати, с времетраене между 10 и 30 минути, обикновено последвани от 5-15 минути дискусия с аудиторията. Обичайно за една научна конференция е докладите от нея да бъдат събрани в сборник с доклади (proceedings), който се публикува от научно издателство.
Обикновено на конференциите биват канени изявени учени или практици за поканени лектори. Традиционно, лекциите по покана са по-дълги и с повече предвидено време за въпроси от публиката отколкото регулярните лекции в конференцията, като понякога могат да достигнат до час и половина.
В допълнение към презентациите, други използвани формати са панелните дискусии, кръглите маси по различни теми, постерните сесии и уъркшопите (работилниците). Например, форматът „панелна дискусия“ има за цел да събере различни гледни точки на изявени учени по една тема, като дискусията им се направлява от модератор. Някои конференции включват по-интерактивни формати, в които слушателите имат водеща роля, като т.нар. „неконференция“ (unconference) или други дискусионни формати.
Честотата на провеждане на дадена научна конференция обичайно е веднъж на една или две години.
По-големите академични форуми обикновено се наричат конференция, по-малките форуми се наричат уъркшоп, най-големите са симпозиуми и конгреси. В зависимост от броя доклади за представяне, събитието може да е организирано само в една или в две и повече паралелни сесии.
Колкото по-голяма е една конференция, толкова по-вероятно е академични издателства или компании в съответния бранш да организират щанд, на който да излагат продукцията си или да се рекламират.
На някои конференции като част от програмата са включени социални или развлекателни дейности като посещения на забележителности, т.нар. „социална програма“.

## Организиране
Научните конференции обикновено се организират от научни общества, изследователски институти, университети или групи учени, които споделят общ научен интерес. Организацията на по-големите форуми обикновено се поема от научни дружества или фирми-организатори на събития.
Научните конференции се анонсират чрез т.нар. покани за статии (Call For Papers, CFP) или покани за абстракти, които се изпращат до потенциални заинтересовани за участие научни колективи. Поканите за статии обичайно се разпространяват по пощенски списъци, научни онлайн мрежи, лични контакти.
В поканата се дават подробности за тематичния обхват и темите на научната конференцията, начинът на подаване на докладите или абстрактите, сроковете за:
- подаване на доклад/абстракт;
- информиране от страна на програмния комитет за решението за приемане/отхвърляне на доклада/абстракта;
- ревизиране на доклада от авторите;
- подаване на пълен текст на доклада (в случай на оригинално подаден абстракт);
- регистрация за участие и/или плащане на такса правоучастие.

Докладите се подават или по електронна поща, или чрез онлайн система за подаване и управление на ръкописи (online submission system, submission management system).
|  | Тази страница частично или изцяло представлява превод на страницата Academic conference в Уикипедия на английски. Оригиналният текст, както и този превод, са защитени от Лиценза „Криейтив Комънс – Признание – Споделяне на споделеното“, а за съдържание, създадено преди юни 2009 година – от Лиценза за свободна документация на ГНУ. Прегледайте историята на редакциите на оригиналната страница, както и на преводната страница, за да видите списъка на съавторите. ВАЖНО: Този шаблон се отнася единствено до авторските права върху съдържанието на статията. Добавянето му не отменя изискването да се посочват конкретни източници на твърденията, които да бъдат благонадеждни. |